# Wasserstoffkorrosion
Die Wasserstoff- oder Säurekorrosion ist eine Form der Korrosion bei Metallen, die in Anwesenheit von Wasser, jedoch unter Sauerstoffmangel, zur Bildung von elementarem Wasserstoff führt. Neben der Sauerstoffkorrosion ist sie an der Bildung von Rost beteiligt.

## Ablauf
Beschreibung am Beispiel der häufigen Reaktion mit Eisen:
In Kontakt mit Wasser wird das Metall oxidiert und geht als Ion in Lösung, dabei werden Elektronen frei:
{\displaystyle \mathrm {Fe} \;\rightarrow \;\mathrm {Fe} ^{2+}\;+\;2\,\mathrm {e} ^{-}}
Im wässrigen sauren Milieu werden die Protonen der in diesem Milieu enthaltenen Oxoniumionen durch Aufnahme der gebildeten Elektronen zu Wasserstoff reduziert, außerdem entsteht dabei Wasser:
{\displaystyle 2\,\mathrm {H} _{3}\mathrm {O} ^{+}\;+\;2\,\mathrm {e} ^{-}\rightarrow \;\mathrm {H} _{2}\;+\;2\,\mathrm {H} _{2}\mathrm {O} }.